# Task Force Barker
Task Force Barker war ein militärisches US-Spezialkommando im Vietnamkrieg und wurde am 1. Januar 1968 aufgestellt. Die Einheit existierte nur einige Monate. Die TF Barker wurde auf die Gemarkung Son My in der Provinz Quảng Ngãi am Batangan Peninsula angesetzt. Sie war benannt nach Lieutenant Colonel Frank Akeley Barker, dem Bataillonskommandanten des Massakers von My Lai, er starb jedoch am 13. Juni 1968, bevor dieses Massaker publik wurde.
My Lai ist eines von drei kleinen Dörfern in der Gemeinschaft von Son My Village, die beiden anderen waren Co Luy and My Khe.

## Zusammensetzung und Struktur
Zusammengestellt war diese etwa 500 Mann starke Truppe aus drei Kompanien der 11. Leichten Infanteriebrigade, der sogenannten Americal-Division. Die Americal Division hatte den ehrenhaften Ruf, „die erste Einheit der US Army zu sein, die offensive Operationen gegen den Feind im gesamten globalen Geschehen des Zweiten Weltkriegs mit Erfolg durchgeführt hatte“.
Im Einzelnen waren dies:
- Die A-, B- und C-Kompanie der 1st Battalion, 20th Infantry (1/20th) Americal Division
- Die D-Kompanie, ein zusammengesetzter Artillerieverband der 11. Leichten Infanteriebrigade, die 6/11th Artillery Battalion
- Dazu wurden 9 Transporthubschrauber und Gunships, „DOLPHINS & SHARKS“, der 174th Assault Helicopter Company zusammen mit der B-Kompanie der 23rd Aviation Battalion vom Hunter Army Airfield zur logistischen Unterstützung eingesetzt

## Kommandoführung
- Major General Samuel W. Koster – Americal Division
- Brigadier General George H. Young – Assistant Division Commander
- Colonel Oran K. Henderson – 11th Infantry Brigade
- Lieutenant Colonel Frank A. Barker – Task Force Commander
- Captain Ernest „Mad Dog“ Medina – C Company Commander
- Second Lieutenant William „Rusty“ Laws Calley – Zugführer des 1. Platoon

## Mission
Die Mission der TF Barker sollte ein geplanter, zeitlich begrenzter Schlag gegen den Vietcong an der Küste zum Südchinesischen Meer sein, bei der man davon ausging, dies sei eine Hochburg des politischen sowie militärischen Flügels des Vietcong. Der Auftrag hierfür lautete „Search and destroy“, eine militärische US-Taktik, die im Verlauf des Vietnamkrieges vermehrt angewandt wurde. Die TF operierte von L. F. Dottie aus, etwa 10 km nördlich von Quang Nhai an der Vietnamese National Highway 1.
Weil der Einsatzplan nicht zu Papier gebracht wurde, lässt sich heute nicht mehr genau klären, welchen Auftrag die TF Barker im Einzelnen hatte. Es gilt jedoch als gesichert, dass sie den Überbleibseln des 48th Vietcong Local Force Bataillon in einer dreitägigen Operation, der Operation Muscatine, nachstellen sollte. Benannt wurde die Operation durch Major General Sam Koster, der diesen Namen in Anlehnung an einen Nachbarort seines Heimatdorfes in Iowa wählte (siehe: Muscatine County). Dieses vietnamesische Bataillon, das während der Kämpfe um die Ortschaft Quảng Ngãi zur Zeit der Tet-Offensive stark dezimiert worden war, vermutete man im weitläufigen Siedlungsgebiet von Son My. Diese Operation dauerte vom 16. bis zum 18. März 1968.
Nebenbei sollten beim Durchkämmen der Dörfer die politischen Funktionäre aufgespürt und gegebenenfalls liquidiert werden. Dafür sprechen die seitens der CIA und anderer militärischer Geheimdienste verfassten „Schwarze Listen“. Ob die Task Force überhaupt Kenntnis von diesen oder im Besitz dieser schwarzen Listen war, bleibt fraglich.
Bei der Umsetzung ihres Auftrages konnten die Offiziere der TF Barker nach eigenem Ermessen vorgehen. Damit bot sich eine willkommene Gelegenheit für die Führungsriege, sich in Szene zu setzen und damit eventuell karrierefördernde Erfolge zu verknüpfen. Daraufhin gaben die Truppenführer ihren Soldaten am Ende eine Lizenz zum wahllosen Töten. Eine Botschaft am Vortag des Einsatzes lautete: „Alle Bewohner von „Son My Village“ seien Sympathisanten oder Unterstützer des Vietcongs und somit Zivilisten zweiter Klasse.“
Am Morgen des 16. März 1968, gegen acht Uhr Ortszeit, wurden mehrere Kompanien der TF Barker in der Gemarkung Son My abgesetzt, um dieses Terrain in der Provinz Quảng Ngãi zu durchkämmen, weil man dort ein Bataillon des Vietcong vermutete. Als die Helikopter gegen elf Uhr zurückkehrten, um die Truppen wieder abzuholen, war My Lai ausradiert. Zwischen 490 und 520 tote Frauen, Kinder, Männer mittleren Alters, Greise und Säuglinge, sowie auch das Vieh der Dorfbewohner lagen im oder um das Dorf verstreut auf Feldwegen, Reisfeldern oder in Wassergräben.